# Movimento Popolare Nazionale Unito
Il Movimento Popolare Nazionale Unito (Samyukta Rashtriya Janaandolan) era una coalizione di partiti marxisti-leninisti e maoisti del Nepal creata sull'onda delle rivolte del 1990.
Il MPNU rivendicava la convocazione di un'Assemblea Costituente, l'abolizione della monarchia, la fondazione di una repubblica e il ristabilimento della democrazia. Era più radicale del Fronte Unito della Sinistra, a cui criticava l'alleanza con il Partito del Congresso Nepalese in chiave di compromesso con il regime.
Il MPNU era composto dai seguenti partiti:
- Partito Comunista del Nepal (Mashal)
- Partito Comunista del Nepal (Mashal) (Vaidya)
- Partito Comunista del Nepal (marxista-leninista-maoista)
- Organizzazione Proletaria del Lavoro
- Lega Comunista del Nepal